# Stazione di Prevacina
La stazione di Prevacina (in sloveno Prvačina) è una stazione ferroviaria delle linee Gorizia-Aidussina e Jesenice-Trieste; serve l'omonimo centro abitato, frazione di Nova Gorica.

## Storia
La stazione, in origine denominata Prvačina, fu attivata nel 1902, all'apertura dell'intera linea.
Dopo la prima guerra mondiale, con l'annessione della zona al Regno d'Italia, la stazione passò alle Ferrovie dello Stato italiane, assumendo il nome di Prevacina-Gradiscutta.
Dopo la seconda guerra mondiale la stazione passò alla rete jugoslava (JŽ), venendo ribattezzata Prvačina, analogamente al centro abitato. Dal 1947 i treni non raggiungono più Gorizia.
Dal 1991 appartiene alla rete slovena (Slovenske železnice).